# مدرسة الشرطة بميلة
مدرسة الشرطة بميلة هي أحد مراكز تكوين الشرطة الجزائرية، تم إنشائها سنة 1997 لتلبية الحاجيات التكوينية للشرطة الجزائرية وذلك بمدينة ميلة.